# Vecsēlpils
Vecsēlpils ("gamla Sēlpils"), tidigare Sēlpils eller Selburg på tyska, är en by vid ett före detta slott i Sala kommun i regionen Selonien i södra Lettland.

## Historia
Selburg var ett befäst slott i Kurland vid Düna mittemot den plats, där Evst skans sedan anlades. Det intogs 18 juli 1625 av Gustav II Adolf, varefter det omgavs med palissader. I juni 1626 intogs Selburg av polackerna, som sedermera sprängde slottet i luften.
I oktober 1701 lät Erik Dahlbergh slå en bro över floden vid Selburg, som då åter befästs och 1702 ytterligare förstärktes. I juli 1704 anföll ryssar och polacker förgäves Selburg, som Adam Ludwig Lewenhaupt dock senare på året lät rasera. Under första världskriget utkämpades strider i trakten av Selburg i maj och juni 1916.